# Beautiful Songs〜those were the days
Beautiful Songs～those were the days（ビューティフルソングスゾーズワーザデイズ）は2008年3月26日にビクターエンタテインメントより発売されたコンピレーション・アルバムである。（VICL-62807）

## 概要
- 女性シンガーのヒット曲を集めたBeautiful Songsシリーズの第5作目。
- 姉妹作のカバー・アルバム『BEAUTIFUL COVERS』も同時発売された。

## 収録曲
1. 世界中の誰よりきっと：中山美穂＆WANDS
2. あなたに会えてよかった：小泉今日子
3. PIECE OF MY WISH：今井美樹
4. DEAR...again(Ver.2.05)：広瀬香美
5. 碧いうさぎ ：酒井法子
6. ごめんね…：髙橋真梨子
7. 渡良瀬橋：森高千里
8. サイレント・イヴ：辛島美登里
9. 優しい雨：小泉今日子
10. 花咲く旅路：原由子
11. 部屋とYシャツと私：平松愛理
12. 長い間：Kiroro
13. サヨナラ：GAO
14. WOMAN：アン・ルイス
15. 会いたい：沢田知可子
16. ロマンスの神様：広瀬香美